# Quitaque (Teksas)
Quitaque je grad u američkoj saveznoj državi Teksas. Prema popisu stanovništva iz 2010. u njemu je živjelo 411 stanovnika.